# Basílica de los Santos Apóstoles (Colonia)
en
La basílica de los Santos Apóstoles (en alemán: Basilika St. Aposteln) es una iglesia románica alemana afiliada a la Iglesia católica en Colonia (Köln), situada cerca del Innenstadt de Neumarkt, en el país europeo de Alemania. La antigua colegiata está dedicado a los doce Apóstoles. Es una de los doce basílicas románicas construidas en Colonia en ese período.
La iglesia basilical, de puro estilo renano, tiene planta  de tres naves  y, al igual que Groß St. Martin y la iglesia de Santa María del Capitolio (St. Maria im Kapitol), tiene tres ábsides en el extremo oriental, en una planta de trébol. Este espléndio ábside renano comporta arquerias ciegas y una galería enana.  Hay una sola torre de 67 metros en la fachada occidental que aloja el campanarioy que  está cubierta con un tejado en mitra. Además tiene dos torretas más bajas a ambos lados de ábside oriental, con un cimborrio.

## Galería de imágenes

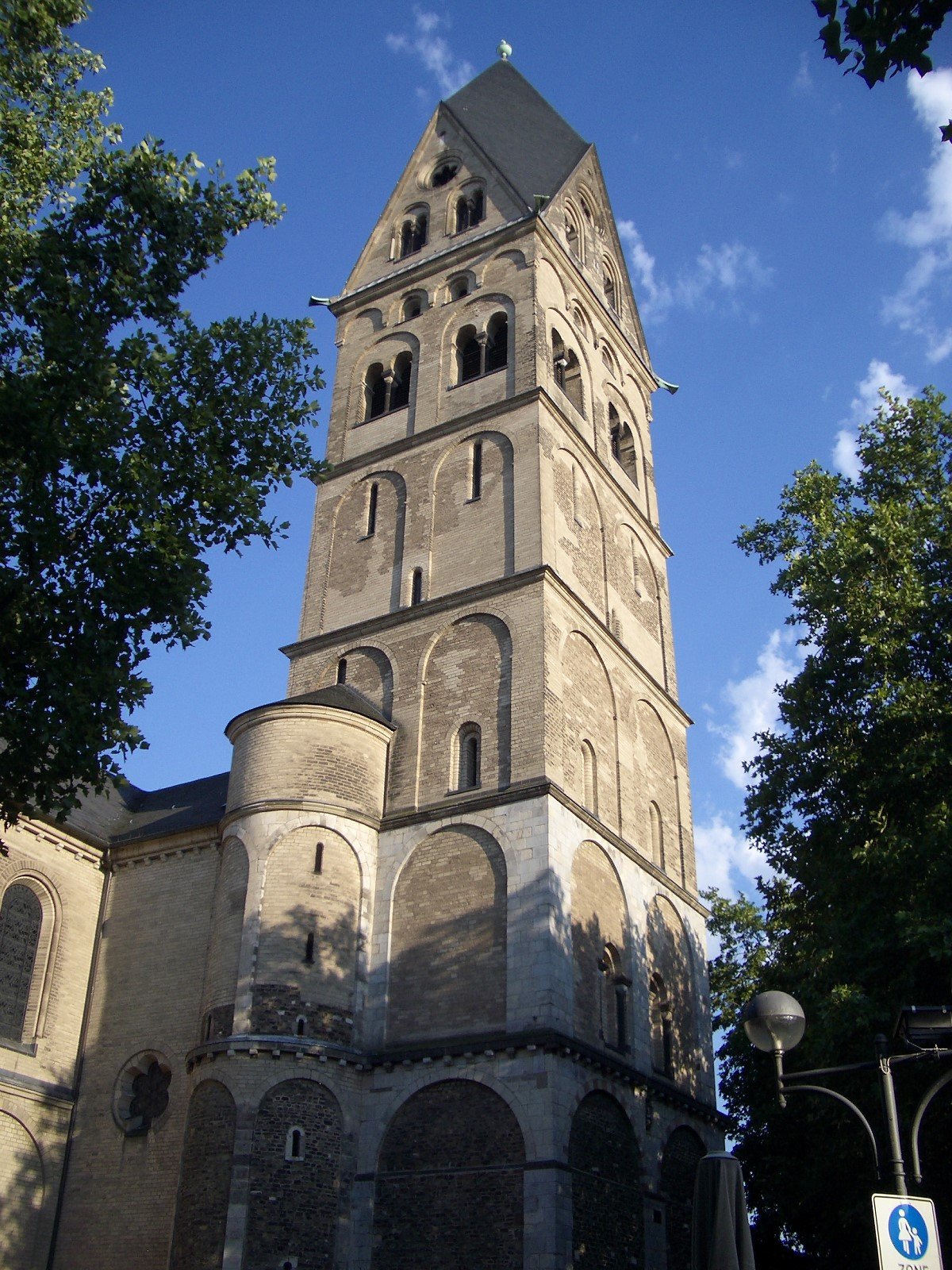
Torre occidental
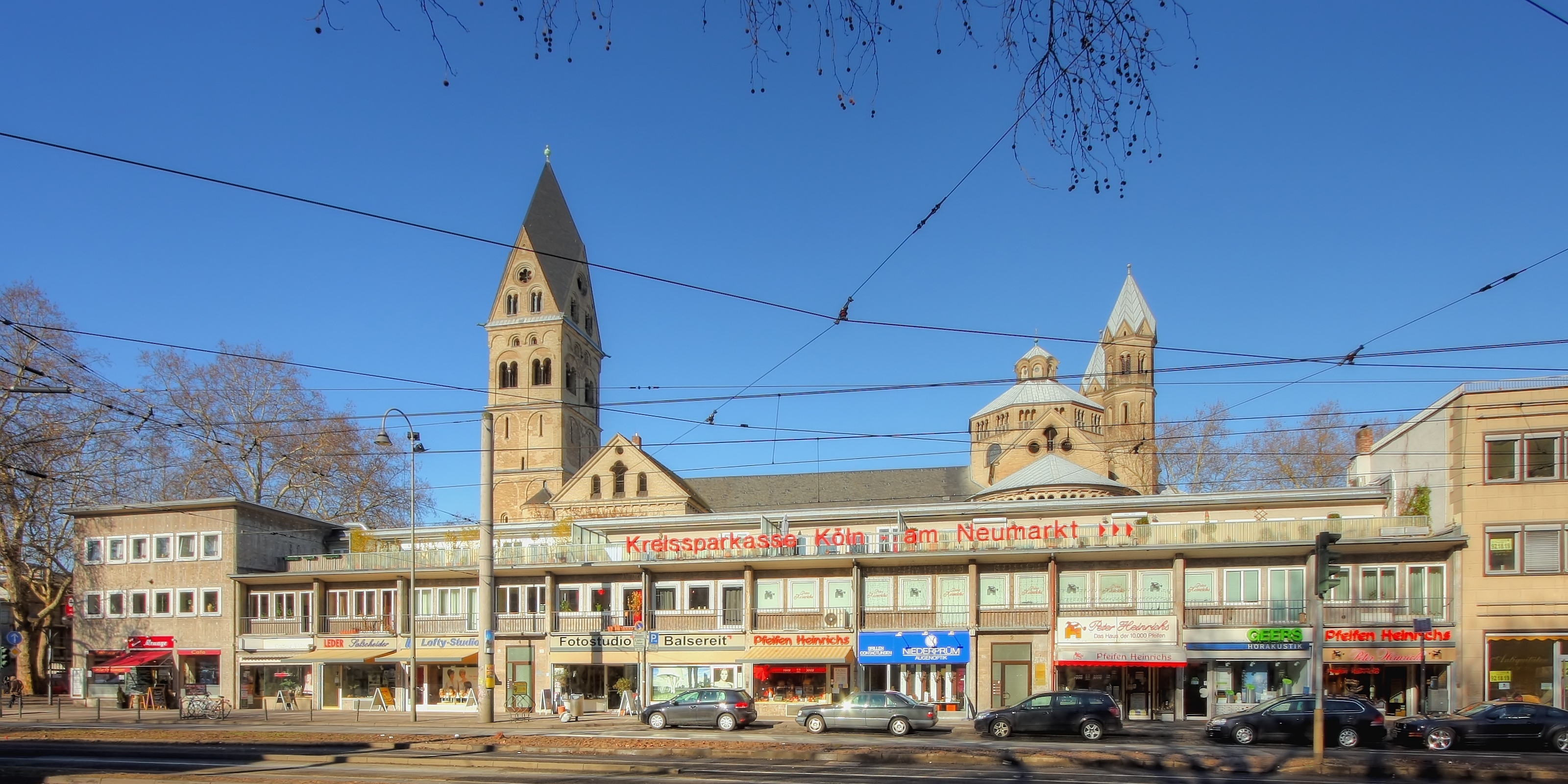
Vista lateral
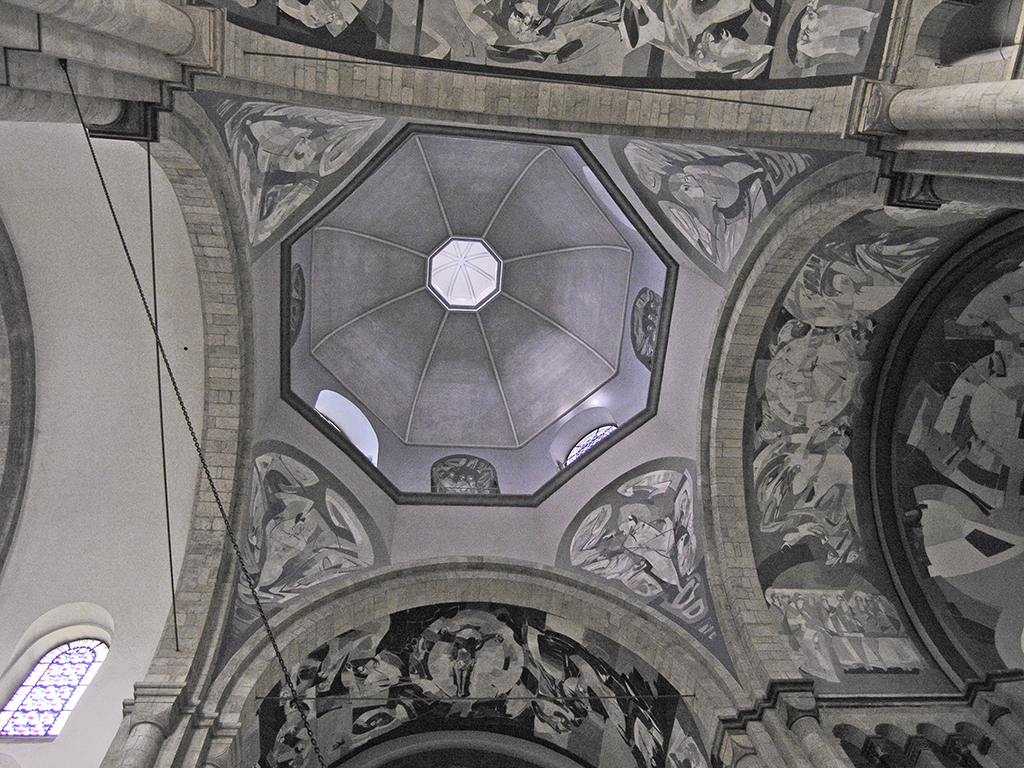
Cúpula interior, bajo el cimborrio